# Guido Brunetti
Pour les articles homonymes, voir Brunetti.
Le commissaire Guido Brunetti est le héros d'une série de romans policiers se déroulant à Venise écrits par Donna Leon, qui compte 29 titres en 2020.

## Biographie fictive
Commissaire à la vice-questure de Venise, il est sous les ordres du vice-questeur d’origine sicilienne Giuseppe Patta, homme incompétent, suffisant, opportuniste et plus concerné par sa prestance et ses réseaux que par les enquêtes de ses subordonnés. Aidé de l'inspecteur Vianello, débonnaire et à l'humour très second degré, et de la secrétaire Elettra Zorzi (qui apparaît dans Un Vénitien anonyme), pirate informatique efficiente mais également charmante, il résout des affaires de crime liées, entre autres, aux hautes sphères de la société vénitienne, à la pollution, à la prostitution masculine, à la présence de bases américaines en Italie ou à la corruption ambiante. 
Marié à Paola Falier, descendante d'une des familles aristocratiques les plus influentes de Venise, ils ont deux enfants, Raffaelle (Raffi) et Chiara, encore lycéens au début de la série. Paola est professeur de lettres anglaises - comme Donna Leon dans la vraie vie - à l'université Ca Foscari. Guido est un épicurien, amateur de vins et liqueurs italiennes et des plats de sa femme. Il lit volontiers les écrits des grands historiens de la Rome antique ou, à l'occasion, des auteurs français comme le marquis de Custine (dans Le Cantique des innocents). Il se fait en outre un plaisir d’utiliser le dialecte vénitien pour parvenir à résoudre ses enquêtes.

## La sérieCommissaire Guido Brunetti
Les livres sont parus en anglais : 1 et 2 chez Harpercollins, New York, 3 à 6 chez Macmillan, Londres, à partir du 7e chez William Heinemann/Random House, New York.
Toutes les traductions françaises, signées de William Olivier Desmond, sont parues :
- en grand format, chez Calmann-Lévy (Paris),
- au format de poche, en collection Points Policier (éditions du Seuil), de 1997 à 2005, puis aux éditions Points (filiale autonome de La Martinière Groupe), à partir de 2006.

1. Mort à La Fenice, 1997 ((en) Death at La Fenice, 1992)  (ISBN 2-7021-2707-X)
2. Mort en terre étrangère, 1997 ((en) Death in a Strange Country, 1993)  (ISBN 2-7021-2766-5)
3. Un Vénitien anonyme, 1998 ((en) Dressed for Death, 1994)  (ISBN 2-7021-2856-4)Paru au Royaume-Uni sous le titre The Anonymous Venetian
4. Le Prix de la chair, 1998 ((en) Death and Judgment, 1995)  (ISBN 2-7021-2935-8)Paru au Royaume-Uni sous le titre A Venetian Reckoning
5. Entre deux eaux, 1999 ((en) Acqua Alta, 1996)  (ISBN 2-7021-2974-9)Paru au Royaume-Uni sous le titre Death in High Water
6. Péchés mortels, 2000 ((en) The Death of Faith, 1997)  (ISBN 2-7021-3097-6)Paru au Royaume-Uni sous le titre Quietly in Their Sleep
7. Noblesse oblige, 2001 ((en) A Noble Radiance, 1997)  (ISBN 2-7021-3197-2)
8. L'Affaire Paola, 2002 ((en) Fatal Remedies, 1999)  (ISBN 2-7021-3285-5)
9. Des amis haut placés, 2003 ((en) Friends in High Places, 2000)  (ISBN 2-7021-3353-3)
10. Mortes-eaux, 2004 ((en) A Sea of Troubles, 2001)  (ISBN 2-7021-3472-6)
11. Une question d'honneur, 2005 ((en) Wilful Behaviour, 2002)  (ISBN 978-2-7021-3579-2)
12. Le Meilleur de nos fils, 2006 ((en) Uniform Justice, 2003)  (ISBN 978-2-7021-3672-0)
13. Dissimulation de preuves, 2007 ((en) Doctored Evidence, 2004)  (ISBN 978-2-7021-3751-2)
14. De sang et d'ébène, 2008 ((en) Blood from a Stone, 2005)  (ISBN 978-2-7021-3752-9)
15. Requiem pour une cité de verre, 2009 ((en) Through a Glass Darkly, 2006)  (ISBN 978-2-7021-3995-0)
16. Le Cantique des innocents, 2010 ((en) Suffer the Little Children, 2007)  (ISBN 978-2-7021-4079-6)
17. La Petite Fille de ses rêves, 2011 ((en) The Girl of His Dreams, 2008)  (ISBN 978-2-7021-4140-3)
18. La Femme au masque de chair, 2012 ((en) About Face, 2009)  (ISBN 978-2-7021-4141-0)
19. Brunetti et le Mauvais Augure, 2013 ((en) A Question of Belief, 2010)  (ISBN 978-2-7021-4373-5)
20. Deux veuves pour un testament, 2014 ((en) Drawing Conclusions, 2011)  (ISBN 978-2-7021-5596-7)
21. L'Inconnu du Grand Canal, 2014 ((en) Beastly Things, 2012)  (ISBN 978-2-7021-4373-5)
22. Le Garçon qui ne parlait pas, 2015 ((en) The Golden Egg, 2013)  (ISBN 978-2-7021-5452-6)
23. Brunetti entre les lignes, 2016 ((en) By its Cover, 2014)  (ISBN 978-2-7021-5717-6)
24. Brunetti en trois actes, 2016 ((en) Falling in Love, 2015)  (ISBN 978-2-7021-5895-1)
25. Minuit sur le canal San Boldo, 2017 ((en) The Waters of Eternal Youth, 2016)  (ISBN 978-2-7021-6057-2)
26. Les Disparus de la lagune, 2018 ((en) Earthly Remains, 2017)  (ISBN 978-2-7021-6325-2)
27. La Tentation du pardon, 2019 ((en) The Temptation of Forgiveness, 2018)  (ISBN 978-2-7021-6336-8)
28. Quand un fils nous est donné, 2020 ((en) Unto Us a Son Is Given, 2019)  (ISBN 978-2-7021-6676-5)
29. En eaux dangereuses, 2021 ((en) Trace Elements, 2020)  (ISBN 978-2-7021-8273-4)
30. Les Masques éphémères, 2022 ((en) Transient Desires, 2021)  (ISBN 978-2-7021-8406-6)
31. Le Don du mensonge, 2023 ((en) Give Unto Others, 2022)  (ISBN 978-2-7021-8587-2)
32. Le Palais de l'infortune, 2024 ((en) So Shall You Reap, 2023)  (ISBN 978-2-7021-9050-0)
33. L'Épreuve du feu, 2025 ((en) A Refiner's Fire, 2024)

## Adaptation
Les aventures du commissaire Brunetti rencontrant un grand succès en Allemagne, des producteurs allemands de la chaine de télévision nationale ARD lancent une série télévisée, Donna Leon, adaptée des romans, tournée sur place à Venise, principalement avec des acteurs allemands.
Pour la France, France 3 les diffuse dès le 29 juin 2010.